# Горобец, Иван Григорьевич
Ива́н Григо́рьевич Горобе́ц (1909, село Диевка, Екатеринославский уезд, Екатеринославская губерния — после 1966) — советский партийный и государственный деятель, первый секретарь Дрогобычского (1947—1949) и Черновицкого (1952—1953) областных комитетов КП(б)-КП Украины.

## Биография
Родился в семье рабочего-железнодорожника.
Трудовую деятельность начал на заводе имени Карла Либкнехта в городе Екатеринославе. Окончил школу фабрично-заводского обучения, работал учеником литейщика на заводе, со временем приобрел и квалификацию литейщика. Член ЛКСМУ с 1924 года.
В 1933 году окончил Днепропетровский металлургический институт. Получил специальность инженер-металлург.
Член ВКП(б) с 1931 года.
В 1934-1937 годах — на руководящей инженерно-технической работе на Николаевском судостроительном заводе имени Марти и на Днепропетровском заводе имени Карла Либкнехта. В 1937—1938 годах — секретарь партийного комитета Днепропетровского завода имени Карла Либкнехта.
В 1938 году — первый секретарь Амур-Нижнеднепровского райкома КП(б) Украины города Днепропетровска.
- 1938—1939 гг. — заведующий промышленно-транспортным отделом ЦК КП(б) Украины,
- 1939—1940 гг. — заведующий организационно-инструкторским отделом ЦК КП(б) Украины,
- 1940—1941 гг. — заведующий отделом металлургической промышленности ЦК КП(б) Украины,
- 1941—1942 гг. — секретарь ЦК КП(б) Украины по металлургической промышленности,
- 1942—1943 гг. — заместитель заведующего отделом Управления кадров ЦК ВКП(б),
- февраль-сентябрь 1943 г. — второй секретарь Кемеровского областного комитета ВКП(б),
- 1943—1944 гг. — заведующий отделом металлургической промышленности ЦК КП(б)Украины и заместитель секретаря ЦК КП(б) Украины по металлургической промышленности,
- 1944—1947 гг. — второй секретарь Дрогобычского областного комитета КП(б) Украины. В 1947—1949 годах — первый секретарь Дрогобычского областного комитета КП(б) Украины.

В 1949—1951 годах — слушатель партийных курсов при ЦК ВКП(б).
- 1951—1952 гг. — секретарь Львовского областного комитета КП(б) Украины,
- 1952—1953 гг. — первый секретарь Черновицкого областного комитета КП(б) Украины,
- 1954—1958 гг. — главный контролер, член коллегии Министерства государственного контроля СССР,
- 1958—1963 гг. — член Комиссии, начальник отдела проверки вопросам тяжелой промышленности и транспорта Комитета государственного контроля Украинской ССР.

С 1966 г. — начальник отдела экспортных поставок Главного управления Совета Министров Украинской ССР по материально-техническому обеспечению.
Член ЦК КП(б)-КП Украины (1946—1954), кандидат в члены ЦК КП(б) Украины (1938—1946). Депутат Верховного Совета УССР 2-3-го созывов. 

## Награды и звания
- орден Ленина (23.01.1948)
- орден Красной Звезды
- орден «Знак Почёта»
- медали